# Caroline Link

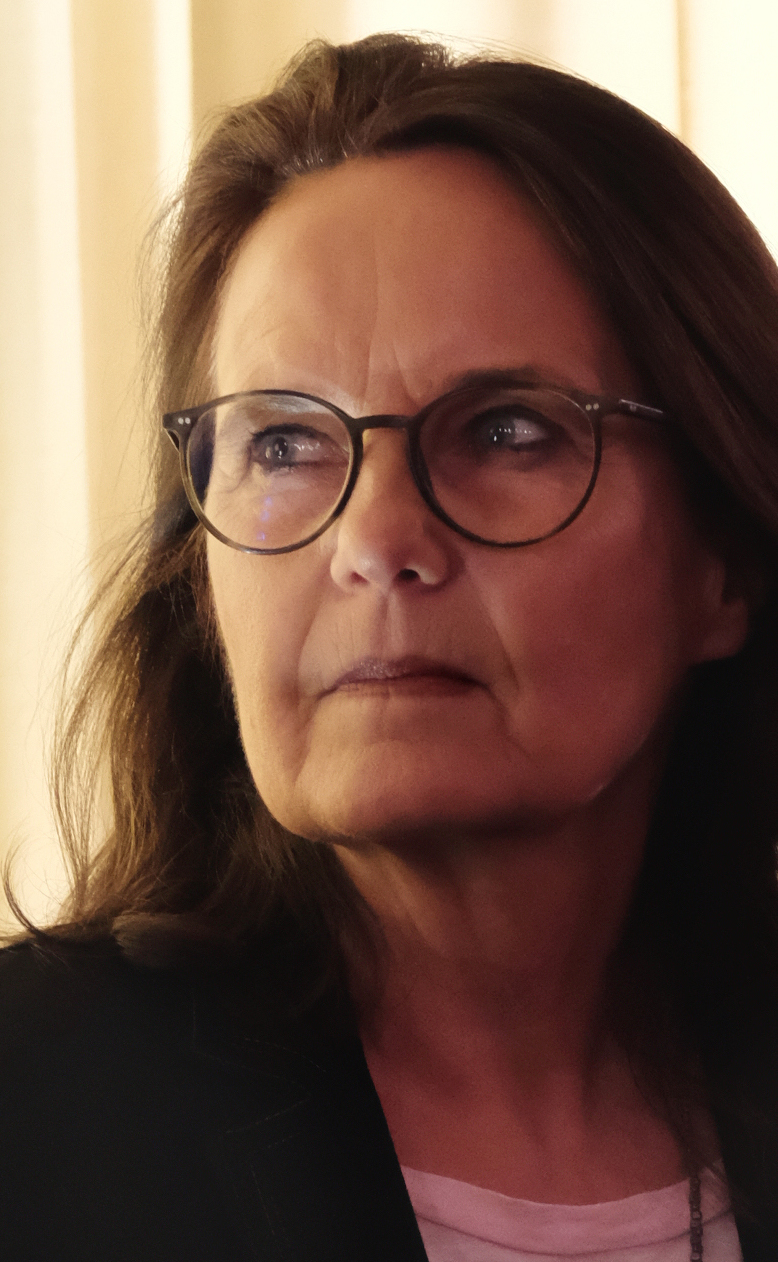
Caroline Link in 2020

Caroline Link (Bad Nauheim, 2 juni 1964) is een filmregisseur en scenarioschrijfster uit Duitsland. Voor haar film Nirgendwo in Afrika kreeg ze in 2003 de Oscar voor beste niet-Engelstalige film.

## Leven
Caroline Link  werd in Bad Nauheim geboren, maar verhuisde al op jonge leeftijd naar München. Daar studeerde ze van 1986 tot 1990 aan de filmacademie.
Daarna begon haar actieve loopbaan en hielp ze op de set als assistent-filmregisseur en scenarioschrijfster.
Voor de film Jenseits der Stille, die in 1996 uitkwam, verdiepte Link zich in het leven van dove mensen. In 2001 was de première van haar film Nirgendwo in Afrika. De film is gemaakt naar de autobiografische roman met dezelfde naam van Stefanie Zweig. Het is het verhaal van een joodse familie uit Duitsland, die in 1938 op de vlucht naar Kenia emigreert.
In 1999 ontving ze de Orde van Verdienste van de Bondsrepubliek Duitsland, in 2004 de Beierse Orde van Verdienste. Ze is actief voor de vereniging Children for a better World, die haar zetel in München heeft. Ze heeft verschillende boeken geschreven.
Ze woont samen met Dominik Graf, die ook filmregisseur is. In 2002 hebben ze een dochter gekregen.

## Onderscheidingen en prijzen
- 1996: Bayerischer Filmpreis voor beste nieuwe regisseur
- 1998: Bayerischer Filmpreis voor de beste kinderfilm
- 1999: Orde van Verdienste van de Bondsrepubliek Duitsland
- 2003: Oscar voor beste niet-Engelstalige film
- 2004: Beierse Orde van Verdienste
- 2009: Bambi-filmprijs

## Filmografie
De volgende zijn de belangrijkste films van Caroline Link.
- 1996: Jenseits der Stille
- 1999: Pünktchen und Anton
- 2001: Nirgendwo in Afrika
- 2008: Im Winter ein Jahr
- 2013: Exit Marrakech
- 2019: Als Hitler das rosa Kaninchen stahl
(Nederlandse versie: Hitler heeft mijn roze konijn gestolen)

## Boeken
- (de)  Caroline Link, Peter Herrmann, Juliane Köhler, Merab Ninidze en Stefanie Zweig: Abenteuer Afrika. Erlebnisse, Geschichten und Bilder. door Langen-Müller, Berlijn 2002, ISBN 978-3-7844-2848-2.

## Verwijzingen
- (de)  Filmportal.de. Carolien Link
- (en)   Caroline Link in de Internet Movie Database
- Dit artikel of een eerdere versie ervan is een (gedeeltelijke) vertaling van het artikel Caroline Link op de Duitstalige Wikipedia, dat onder de licentie Creative Commons Naamsvermelding/Gelijk delen valt. Zie de bewerkingsgeschiedenis aldaar.

- Gemeinsame Normdatei: 119491249
- International Standard Name Identifier: 0000 0001 1007 5207
- Library of Congress Control Number: no99017022
- Bibliotheek van het Japanse parlement: 00675518
- Nationale Bibliotheek van Tsjechië: pna2004259220
- Nationale Bibliotheek van Israël: 987007599519905171
- Nationale Bibliotheek van Polen: a0000002684527
- Nederlandse Thesaurus van Auteursnamen: 168873699
- SNAC: w6vv6c01
- Système universitaire de documentation: 074326929
- Virtual International Authority File: 117984945
- WorldCat: E39PBJmHFyv7xfRfQVctXhbcfq